# AOA (группа)
AOA (кор. 에이오에이, яп. エイオーエイ; акроним от Ace of Angels) — южнокорейская гёрл-группа, сформированная в 2012 году компанией FNC Entertainment. В оригинальный состав входили: Чоа, Чжимин, Юна, Юкëн, Хëчжон, Мина, Сольхён и Чанми. Юкён покинула коллектив в 2016 году, Чоа в июне 2017 года, Мина в мае 2019 года, а Чжимин в июле 2020 года. В 2021—2023 годах группу покинули Юна, а затем и Чанми, Сольхён и Хëчжон. В 2023 году группа состояла только из Чанми. В настоящее время группа расформирована.
AOA официально дебютировали в июле 2012 года с выходом сингла «Angel's Story». В начале 2013 года саб-юнит группы AOA Black «MOYA». Группа выпустила свой первый мини-альбом в июне 2014 года, и в том же году они также дебютировали в Японии под лейблом Universal Music Japan. Группа обрела общенациональный успех в 2014 году после серии хитов, которые установили их как одну из ведущих гёрл-групп своей эпохи. «Heart Attack» дебютировал на вершине нескольких чартов после своего релиза и стал одной из самых скачиваемых песен 2015 года.
В 2016 году дебютировал второй саб-юнит группы AOA Cream. В 2017 году AOA выпустили свой первый студийный альбом, 11 марта провели свой первый концерт «Ace of Angels» в Олимпийском холле в Сеуле.

## Карьера

### 2012—13: Дебют сAngels' Story,Wanna Be, AOA Black иRed Motion
С 16 по 23 июля 2012 года были представлены индивидуальные тизеры каждой участницы. Дебютный сингловый альбом Angels’ Story был слит в сеть 28 июля, за два дня до официального релиза. Видеоклип «Elvis» был выпущен 30 июля. 9 августа AOA дебютировали на сцене M!Countdown. 10 октября был выпущен второй сингловый альбом Wanna Be, первая неделя промоушена проводилась в составе пяти человек в качестве AOA Black.
11 июля 2013 года стало известно, что AOA Black вернутся с цифровым синглом «Moya». Ни один из ранее выпущенных синглов группы не достигал успеха, поэтому AOA полностью изменили имидж и подачу на сцене; сексуальные образы участниц стали ключом к успеху, и 9 октября был выпущен видеоклип «Confused». Сингловый альбом Red Motion был выпущен 13 октября.

### 2014—15:Miniskirt,Short Hair,Like a Cat,Heart Attackи японский дебют

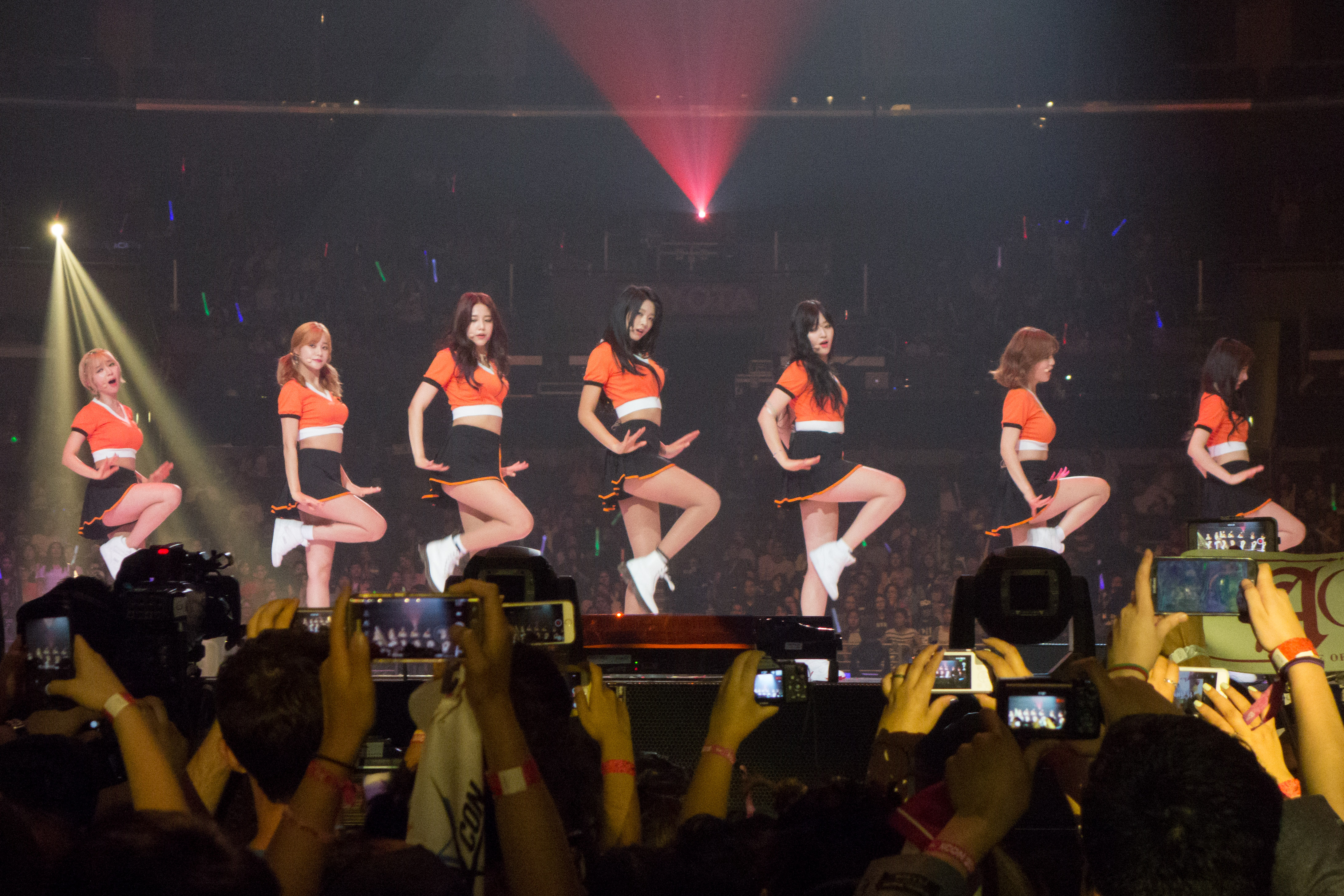
AOA на фестивале KCON в Лос-Анджелесе, август 2015 года

16 января 2014 года AOA вернулись с песней «Miniskirt», спродюсированной Brave Brothers, Galactika и ElephantKingdom. 9 февраля группа одержала свою первую в карьере победу на Inkigayo. Первый мини-альбом Short Hair был выпущен 19 июня, одноимённый сингл также имел успех в корейских чартах; видеоклип стал одним из самых просматриваемых корейских видео в мире за июнь. 27 июня девушки выступили на специальной трансляции Music Bank вместе с BESTie и Girl’s Day, где исполнили хит-сингл Girls’ Generation «Mr.Mr».
11 ноября 2014 года был выпущен второй мини-альбом Like a Cat; 19 ноября группа одержала победу с одноимённым синглом на Show Champion.
Японская версия «Like a Cat» была выпущена 25 февраля 2015 года, вместе с ней также выпустили японские версии «Elvis» и «Just the Two of Us». 2 февраля была представлена короткая версия видеоклипа. Like a Cat дебютировал в топ-10 и достиг пикового третьего места ежедневного альбомного чарта и стал № 1 в Tower Records Shibuya в день релиза. 26 февраля состоялась премьера пилотного эпизода первого реалити-шоу группы — «Открывайте! AOA». 7 апреля стартовали съёмки шоу «Один прекрасный день с AOA» на Острове Обезьян в провинции Хайнань; трансляция началась 13 июня.
22 июня состоялся релиз третьего мини-альбома Heart Attack, шоукейс был проведён в тот же день в AX Korea. «Heart Attack» имела успех в Корее, в день релиза достигнув ведущих позиций в музыкальных чартах. Альбом достиг успеха в мировом альбомном чарте, добравшись до пятой строчки. В августе AOA впервые выступили в США в рамках ежегодного фестиваля корейской музыки KCON в Лос-Анджелесе и Нью-Йорке.
14 октября был выпущен дебютный студийный японский альбом Ace of Angels. 18 декабря AOA дали свой первый концерт в Токио.

### 2016—17: AOA Cream,Good Luck,Runway, уход Юкён и Чоа

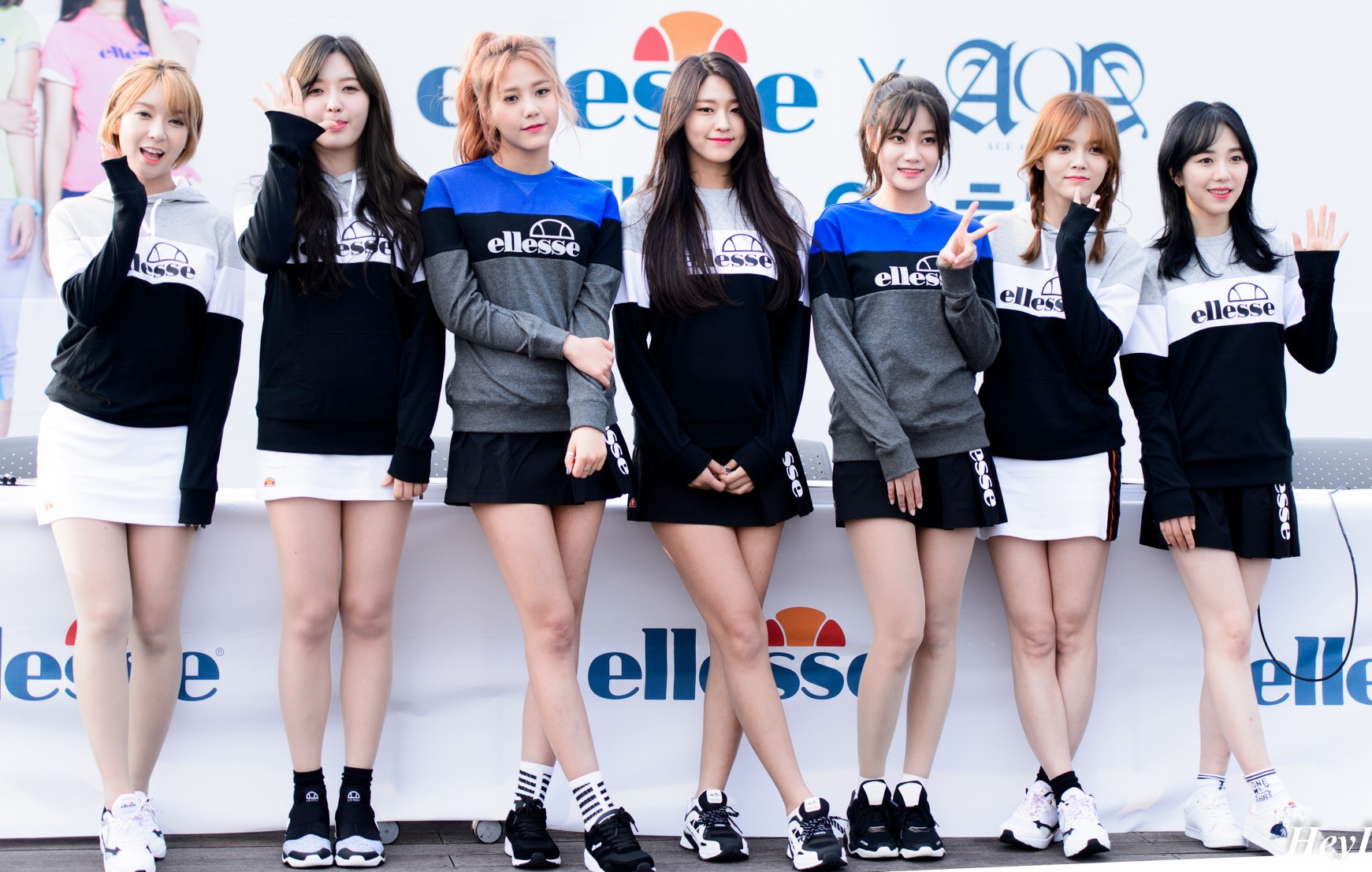
AOA на фансайне Ellesse, апрель 2016 года

1 января 2016 года руководство FNC Entertainment объявило, что AOA выпустят альбом в первой половине года и состоится камбэк AOA Black. 27 января было анонсировано создание юнита Чанми, Хёчжон и Юны, получившего название AOA Cream. Дебют состоялся 12 февраля. 12 апреля стартовало реалити-шоу «Канал AOA». 16 мая состоялся релиз четвёртого мини-альбома Good Luck. Промоушен был завершён через две недели, 30 мая.
8 и 9 августа участницы разместили послания своим фанатам в честь четвёртой годовщины со дня дебюта, а также поделились видео с процесса создания Good Luck. 15 октября было объявлено, что Юкён покинет агентство ввиду истечения срока её контракта, но будет выступать как приглашённая участница в AOA Black во время любой их деятельности в будущем.
2 января 2017 года AOA выпустили дебютный корейский студийный альбом Angel’s Knock. 11 марта группа провела свой первый концерт в Сеуле.
22 июня Чоа объявила, что покидает группу, однако агентство это заявление опровергло. 30 июня уход Чоа был официально подтверждён.
В ноябре AOA посетили мероприятие в Инчхоне и стали послами доброй воли в честь Зимних Олимпийских игр 2018 года.

### 2018—2019:Bingle Bangle, уход Мины,QueendomиNew Moon

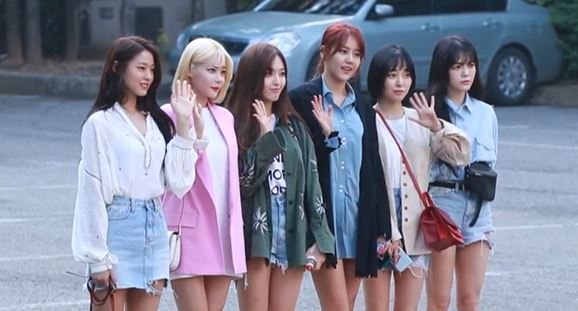
AOA в июне 2018 года.

18 апреля 2018 года руководство FNC Entertainment объявило, что группа вернётся на сцену в составе шести человек. 28 мая AOA выпустили пятый мини-альбом Bingle Bangle.
13 мая 2019 года стало известно, что Мина также покинула группу. В тот же день представитель Чоа заявил, что девушка тоже покинула агентство, не возобновляя контракт.
Начиная с августа AOA участвовали в шоу на выживание «Queendom» . 25 октября шесть участниц Queendom выпустили свои последние песни на корейских потоковых сервисах. AOA выпустили «Sorry», который стал их первым официальным релизом в составе пяти человек.
26 ноября AOA выпустили свой шестой мини-альбом New Moon с заглавным треком «Come See Me».

### 2020–2023: Скандал с буллингом, уходы Чимин, Юны, Сольхëн и Хëчжон
В начале июля 2020 года бывшая участница группы Мина опубликовала серию постов в Instagram, в которых утверждала, что Джимин издевалась над ней в течение десяти лет, доводя ее до нанесения себе увечий и попытки самоубийства. После этих обвинений FNC Entertainment опубликовали заявление, в котором пообещали лучше управлять своими артистами и объявили, что Чимин покинула группу и прекратила всю свою деятельность.
4 июля Чимин покинула АОА и прекратила всю свою деятельность в индустрии развлечений.
1 января 2021 года FNC Entertainment объявили, что контракт Юны истек и она покинула компанию.
20 октября 2022 года FNC Entertainment объявили, что Сольхён покидает компанию. 
15 марта 2023 года Хëчжон перешла из FNC в компанию TH.

## Участницы

### Бывшие участницы
| Сценический псевдоним | Сценический псевдоним | Настоящее имя | Настоящее имя | Дата рождения | Позиция в группе                                 |
| Основной              | Другой                | На русском    | Хангыль       | Дата рождения | Позиция в группе                                 |
| --------------------- | --------------------- | ------------- | ------------- | ------------- | ------------------------------------------------ |
| Чхоа                  | Choa                  | Пак Чхо А     | 박초아        | 06.03.1990    | Главная вокалистка                               |
| Чимин                 | Jimin                 | Син Чи Мин    | 신지민        | 08.01.1991    | Лидер, главный рэпер, саб-вокалистка             |
| Юна                   | Yuna                  | Со Юн А       | 서유나        | 30.12.1992    | Ведущая вокалистка                               |
| Юкён                  | Youkyung              | Со Ю Кён      | 서유경        | 15.03.1993    | Барабанщица                                      |
| Хëчжон                | Hyejeong              | Шин Хëн Чжон  | 신혜정        | 10.08.1993    | Главная вокалистка, ведущий танцор, вижуал       |
| Мина                  | Mina                  | Квон Мин А    | 권민아        | 21.09.1993    | Саб-вокалистка, рэпер                            |
| Сольхён               | Seolhyun              | Ким СольХён   | 김설현        | 03.01.1995    | Ведущий танцор, вокалистка, центр, лицо группы   |
| Чанми                 | Chanmi                | Ким Чанми     | 김찬미        | 19.06.1996    | Главный танцор, главный рэпер, вокалистка, макнэ |

Саб-юниты
- AOA White[a]: Хёчжон, Сольхён, Чанми
- AOA Cream: Юна, Хёчжон, Чанми
- AOA Black: Чими, Юна, Мина, Юкён, Чхоа (2013–2021)

## Дискография

### Студийные альбомы
- Ace of Angels (2015)
- Runway (2016)
- Angel’s Knock (2017)

### Мини-альбомы
- Short Hair (2014)
- Like a Cat (2014)
- Heart Attack (2015)
- Good Luck (2016)
- Bingle Bangle (2018)
- New Moon (2019)

## Фильмография

### Развлекательные шоу
| Год  | Название | Канал | Примечания | Ссылка |
| ---- | -------- | ----- | ---------- | ------ |
| 2019 | Queendom | Mnet  | Участницы  | [ 65 ] |

### Реалити-шоу
| Год  | Название                     | Телеканал |
| ---- | ---------------------------- | --------- |
| 2013 | «Чондамдон, 111»             | tvN       |
| 2015 | «Открывайте! AOA»            | Naver     |
| 2015 | «Один прекрасный день с AOA» | MBCevery1 |
| 2016 | «Канал AOA»                  | OneStyle  |

## Концерты и туры

### Хэдлайнеры
- 2017 AOA 1st Concert [Ace of Angels] в Сеуле (2017)

### Мини-концерты
- 2015 AOA Heart Attack Tour (2015)
- AOA 1st Concert in Japan: Angels World 2015 ~Oh Boy Academy~ (2015)
- AOA Mini Live: Good Luck to Elvis (2016)
- AOA Summer Concert in Japan: Angels World 2016 (2016)

### Шоукейсы
- AOA "Ace of Angels" Debut Showcase (2012)
- AOA Japan Showcase (2013)
- AOA "Like a Cat" Mini Album Showcase (2014)
- AOA "Heart Attack" Comeback Showcase "League of AOA" (2015)
- AOA "Good Luck" Lucky Guard Showcase (2016)
- AOA "Bingle Bangle" Mini Album Showcase (2018)

## Награды и номинации
| Год  | Церемония                      | Номинация                                        | Что номинировано | Результат |
| ---- | ------------------------------ | ------------------------------------------------ | ---------------- | --------- |
| 2012 | Mnet Asian Music Awards        | Артист Года                                      | AOA              | Номинация |
| 2012 | Mnet Asian Music Awards        | Лучший Новый Женский Артист                      | AOA              | Номинация |
| 2012 | Seoul Music Awards             | Награда Новичка                                  | AOA              | Номинация |
| 2012 | Seoul Music Awards             | Награда за популярность                          | AOA              | Номинация |
| 2012 | SBS MTV Best of the Best       | Лучший Новый Артист                              | AOA              | Номинация |
| 2014 | Melon Music Awards             | Артист Топ-10                                    | AOA              | Номинация |
| 2014 | Melon Music Awards             | Лучшая Песня                                     | «Miniskirt»      | Номинация |
| 2014 | Melon Music Awards             | Лучший Танец                                     | «Miniskirt»      | Номинация |
| 2014 | Melon Music Awards             | Лучший Видеоклип                                 | «Miniskirt»      | Номинация |
| 2014 | Mnet Asian Music Awards        | Лучшее Танцевальное Выступление (Женская Группа) | «Miniskirt»      | Номинация |
| 2014 | Mnet Asian Music Awards        | Песня Года                                       | «Miniskirt»      | Номинация |
| 2014 | SBS MTV Best of the Best       | Самое Сексуальное Видео                          | «Miniskirt»      | Номинация |
| 2015 | Golden Disk Awards             | Цифровой Бонсан                                  | «Miniskirt»      | Номинация |
| 2015 | Seoul Music Awards             | Награда Бонсан                                   | «Miniskirt»      | Победа    |
| 2015 | Gaon Chart Music Awards        | Горячее Выступление Года                         | AOA              | Победа    |
| 2015 | Melon Music Awards             | Артист Топ-10                                    | AOA              | Номинация |
| 2015 | Melon Music Awards             | Лучший Танец                                     | «Heart Attack»   | Номинация |
| 2015 | Mnet Asian Music Awards        | Лучшая Женская Группа                            | AOA              | Номинация |
| 2015 | Mnet Asian Music Awards        | Артист Года                                      | AOA              | Номинация |
| 2015 | Mnet Asian Music Awards        | Лучшее Танцевальное Выступление (Женская Группа) | «Heart Attack»   | Номинация |
| 2015 | Mnet Asian Music Awards        | Песня Года                                       | «Heart Attack»   | Номинация |
| 2015 | SBS Gayo Daejeon               | Лучший Промоутер                                 | AOA              | Победа    |
| 2015 | MBC Music Show Champion Awards | Лучшее Танцевальное Выступление (Женская Группа) | «Heart Attack»   | Номинация |
| 2016 | Golden Disc Awards             | Цифровой Дэсан (Альбом)                          | Heart Attack     | Номинация |
| 2016 | Golden Disc Awards             | Цифровой Дэсан (Сингл)                           | «Heart Attack»   | Номинация |
| 2016 | Golden Disc Awards             | Цифровой Бонсан                                  | «Heart Attack»   | Победа    |
| 2016 | Golden Disc Awards             | Награда за популярность                          | AOA              | Номинация |
| 2016 | Seoul Music Awards             | Награда Бонсан                                   | AOA              | Номинация |
| 2016 | Seoul Music Awards             | Награда за популярность                          | AOA              | Номинация |
| 2016 | Gaon Chart Music Awards        | Мировой Новичок                                  | AOA              | Победа    |
| 2016 | Asia Artist Awards             | Лучшая Знаменитость (Женская Группа)             | AOA              | Победа    |
| 2016 | Mnet Asian Music Awards        | Лучшее Танцевальное Выступление (Женская Группа) | «Good Luck»      | Номинация |
| 2016 | Mnet Asian Music Awards        | Песня Года                                       | «Good Luck»      | Номинация |
| 2018 | Soribada Best K-Music Awards   | Награда Бонсан                                   | AOA              | Победа    |
| 2018 | Soribada Best K-Music Awards   | Награда за популярность (Женская Группа)         | AOA              | Номинация |
| 2018 | Soribada Best K-Music Awards   | Международный Фандом                             | AOA              | Номинация |
| 2018 | Mnet Asian Music Awards        | Лучшее Танцевальное Выступление (Женская Группа) | «Bingle Bangle»  | Номинация |
| 2018 | Mnet Asian Music Awards        | Песня Года                                       | «Bingle Bangle»  | Номинация |
| 2018 | KBS World Global Fan Awards    | Лучший Женский Артист                            | AOA              | Номинация |
| 2019 | Golden Disc Awards             | Награда за популярность                          | AOA              | Номинация |
| 2019 | Golden Disc Awards             | Самая Популярная Звезда                          | AOA              | Номинация |
| 2019 | Gaon Chart Music Awards        | Песня Года — Май                                 | «Bingle Bangle»  | Номинация |

### Музыкальные шоу
| Год  | Дата      | Музыкальное шоу | Песня          |
| ---- | --------- | --------------- | -------------- |
| 2014 | 9 февраля | Inkigayo        | «Miniskirt»    |
| 2014 | 19 ноября | Show Champion   | «Like A Cat»   |
| 2015 | 1 июля    | Show Champion   | «Heart Attack» |
| 2015 | 4 июля    | Music Core      | «Heart Attack» |
| 2015 | 7 июля    | The Show        | «Heart Attack» |
| 2016 | 23 мая    | Show Champion   | «Good Luck»    |
| 2016 | 24 мая    | The Show        | «Good Luck»    |
| 2017 | 18 января | Show Champion   | «Excuse Me»    |
| 2017 | 25 января | Show Champion   | «Excuse Me»    |
| 2017 | 2 февраля | M!Countdown     | «Excuse Me»    |